# Ruisseau de Malromé
Le ruisseau de Malromé est une  rivière du sud de la France c'est un affluent du Drot (ou Dropt) donc un sous-affluent de la Garonne.

## Toponymie
Dans l'« Aveu et dénombrement » de ses possessions, écrit le 13 août 1663, Guy-Aldonce de Durfort indique que sa seigneurie de Duras, dont il est marquis, confronte au levant avec les seigneuries de Pardailhan, Malleroumex et Puyssegur, selon le document cité par Jules Lépicier, Archives historiques du Département de la Gironde, 1906 . Ce nom de Malleroumex est tout à fait compatible géographiquement et phonétiquement avec celui de Malromé, d'autant plus que dans la zone les consonnes finales sont muettes en occitan. Il s'analyse facilement en mala, mauvaise, et romec(s), ronce(s) (de latin rumex, rumicis), indiquant un hallier impénétrable, et éventuellement ensuite un défrichement. Le ruisseau porte ainsi le nom du château près duquel il passe. Il y a aussi un lieu-dit Malromé, qui correspond en partie au bourg de Saint-Jean-de-Duras ou voisine avec lui, l'église de la paroisse étant isolée 700 m plus à l'est.

## Géographie
De 10,7 km de longueur, le ruisseau de Malromé est une rivière qui prend sa source sur la commune de Saint-Jean-de-Duras en Lot-et-Garonne et se jette dans le Drot en rive droite sur la commune de Pardaillan.

### Département et communes traversés
- Lot-et-Garonne : Saint-Jean-de-Duras, Pardaillan, Auriac-sur-Dropt, Monteton.

### Affluents
Le ruisseau de Malromé a six petits affluents répertoriés.

### Organisme gestionnaire
Le bassin versant du ruisseau de Malromé est couvert par le schéma d'aménagement et de gestion des eaux (SAGE) « Dropt ». Ce document de planification , dont le territoire correspond au bassin versant du Dropt, d'une superficie de 1 522 km2, a été approuvé le 13 janvier 2022. La structure porteuse de l'élaboration et de la mise en œuvre est le syndicat mixte EPIDROPT.